# La Opinión (Granada)
La Opinión fue un semanario editado en la ciudad española de Granada entre 1895 y 1896.

## Historia
Apareció a principios de septiembre de 1895. Llevaba por subtítulo «Periódico liberal, conservador independiente» y se adscribía a la facción silvelista del partido conservador.
Se mostró contrario a la masonería, a la que acusó de antiespañola y de ayudar a los insurrectos de las colonias. Probablemente fue, según Francisco López Casimiro, el primer periódico granadino en criticar la influencia masónica en Filipinas, al pedir al Gobierno que tomase cartas en el asunto en un artículo titulado «Filibusterismo filipino» (2-II-1896). En el número siguiente informaba asimismo del Congreso antimasónico de Trento.
Publicó su último número el 31 de diciembre de 1896, al refundirse con El Popular.